# College Level Examination Program
Das College Level Examination Program ist eine Reihe von Examen des College Boards, welche die akademischen Fähigkeiten eines Studenten testen. Jedes ist in der Regel 90 Minuten lang und kostet $70. Internationalen Studenten wird durch diese Examen die Möglichkeit gegeben, ihr fächerspezifisches Können zu beweisen und sich mit amerikanischen Studenten zu vergleichen. Nach Angaben der eigenen Website gewähren circa 2900 amerikanische Universitäten Gutschriften von Kursen bei bestandenem Examen. Damit ermöglicht CLEP angehenden Studierenden, vergleichsweise kostengünstiger Credits für ihr Studium zu erlangen, bevor sie sich an einer kostenpflichtigen Universität einschreiben.

## Zurzeit angebotene Examen
| Business                                   | Gutschrift |
| ------------------------------------------ | ---------- |
| Buchhaltung                                | 3          |
| Einführung in Wirtschaftsrecht             | 3          |
| Elektronische Datenverarbeitung            | 3          |
| Prinzipien des Management                  | 3          |
| Prinzipien des Marketing                   | 3          |
| Dichtung und Literatur                     | Gutschrift |
| Amerikanische Literatur                    | 6          |
| Analyse und Interpretation                 | 6          |
| Englische Dichtung                         | 6          |
| Englische Literatur                        | 6          |
| Geisteswissenschaften                      | 6          |
| Sprachen                                   | Gutschrift |
| Französisch, Levels 1 und 2                | 6-12       |
| Deutsch, Levels 1 und 2                    | 6-12       |
| Spanisch, Levels 1 und 2                   | 6-12       |
| Geschichte and Sozialwissenschaften        | Gutschrift |
| Politikwissenschaften                      | 3          |
| Einführung in Pädagogische Psychologie     | 3          |
| Geschichte der USA: bis 1877               | 3          |
| Geschichte der USA: 1865 bis Gegenwart     | 3          |
| Prinzipien der Makroökonomie               | 3          |
| Prinzipien der Mikroökonomie               | 3          |
| Einführung in Psychologie                  | 3          |
| Sozialwissenschaften und Geschichte        | 6          |
| Einführung in Soziologie                   | 3          |
| Europäische Geschichte: bis 1648           | 3          |
| Europäische Geschichte: 1648 bis Gegenwart | 3          |
| Naturwissenschaften und Mathematik         | Gutschrift |
| Biologie                                   | 6          |
| Analysis                                   | 3          |
| Chemie                                     | 6          |
| Algebra                                    | 3          |
| Angewandte Mathematik                      | 6          |
| Allgemeine Naturwissenschaften             | 6          |